# Seznam divizij po zaporednih številkah (250. - 299.)
Seznam divizij po zaporednih številkah - divizije od 250. do 299.

## 250. divizija
Pehotne
- 250. pehotna divizija (Wehrmacht)
- 250. strelska divizija (ZSSR)

Letalske
- 250. lovska letalska divizija (ZSSR)

## 251. divizija
Pehotne
- 251. pehotna divizija (Wehrmacht)
- 251. strelska divizija (ZSSR)

Letalske
- 251. jurišna letalska divizija (ZSSR)

## 252. divizija
Pehotne
- 252. pehotna divizija (Wehrmacht)
- 252. strelska divizija (ZSSR)

## 253. divizija
Pehotne
- 253. pehotna divizija (Wehrmacht)
- 253. strelska divizija (ZSSR)

Letalske
- 253. jurišna letalska divizija (ZSSR)

## 254. divizija
Pehotne
- 254. strelska divizija (ZSSR)
- 254. pehotna divizija (Wehrmacht)

## 255. divizija
Pehotne
- 255. pehotna divizija (Wehrmacht)
- 255. strelska divizija (ZSSR)

Letalske
- 255. mešana letalska divizija (ZSSR)

## 256. divizija
Pehotne
- 256. pehotna divizija (Wehrmacht)
- 256. ljudska grenadirska divizija (Wehrmacht)
- 256. strelska divizija (ZSSR)

Letalske
- 256. lovska letalska divizija (ZSSR)

## 257. divizija
Pehotne
- 257. pehotna divizija (Wehrmacht)
- 257. ljudska grenadirska divizija (Wehrmacht)
- 257. strelska divizija (ZSSR)

Letalske
- 257. lovska letalska divizija (ZSSR)

## 258. divizija
Pehotne
- 258. strelska divizija (ZSSR)
- 258. pehotna divizija (Wehrmacht)

## 260. divizija
Pehotne
- 260. strelska divizija (ZSSR)
- 260. pehotna divizija (Wehrmacht)

## 262. divizija
Pehotne
- 262. strelska divizija (ZSSR)
- 262. pehotna divizija (Wehrmacht)

## 263. divizija
Pehotne
- 263. pehotna divizija (Wehrmacht)
- 263. strelska divizija (ZSSR)

Letalske
- 263. lovska letalska divizija (ZSSR)

## 264. divizija
Pehotne
- 264. strelska divizija (ZSSR)
- 264. pehotna divizija (Wehrmacht)

## 265. divizija
Pehotne
- 265. strelska divizija (ZSSR)
- 265. pehotna divizija (Wehrmacht)

## 266. divizija
Pehotne
- 266. strelska divizija (ZSSR)
- 266. motorizirana strelska divizija (ZSSR)
- 266. pehotna divizija (Wehrmacht)

## 267. divizija
Pehotne
- 267. strelska divizija (ZSSR)
- 267. pehotna divizija (Wehrmacht)

## 268. divizija
Pehotne
- 268. pehotna divizija (Wehrmacht)
- 268. strelska divizija (ZSSR)

Letalske
- 268. lovska letalska divizija (ZSSR)

## 269. divizija
Pehotne
- 269. pehotna divizija (Wehrmacht)
- 269. strelska divizija (ZSSR)

Letalske
- 269. lovska letalska divizija (ZSSR)

## 270. divizija
Pehotne
- 270. strelska divizija (ZSSR)
- 270. pehotna divizija (Wehrmacht)

## 271. divizija
Pehotne
- 271. strelska divizija (ZSSR)
- 271. pehotna divizija (Wehrmacht)
- 271. ljudska grenadirska divizija (Wehrmacht)

## 272. divizija
Pehotne
- 272. strelska divizija (ZSSR)
- 272. ljudskogrenadirska divizija (Wehrmacht)

## 273. divizija
Pehotne
- 273. pehotna divizija (Wehrmacht)
- 273. strelska divizija (ZSSR)

Letalske
- 273. lovska letalska divizija (ZSSR)

## 274. divizija
Pehotne
- 274. pehotna divizija (Wehrmacht)
- 274. strelska divizija (ZSSR)

Letalske
- 274. lovska letalska divizija (ZSSR)

## 275. divizija
Pehotne
- 275. pehotna divizija (Wehrmacht)
- 275. strelska divizija (ZSSR)

Letalske
- 275. lovska letalska divizija (ZSSR)

## 276. divizija
Pehotne
- 276. strelska divizija (ZSSR)
- 276. motorizirana strelska divizija (ZSSR)
- 276. pehotna divizija (Wehrmacht)
- 276. ljudska grenadirska divizija (Wehrmacht)

## 277. divizija
Pehotne
- 277. strelska divizija (ZSSR)
- 277. ljudskogrenadirska divizija (Wehrmacht)

## 278. divizija
Pehotne
- 278. pehotna divizija (Wehrmacht)
- 278. strelska divizija (ZSSR)

Letalske
- 278. lovska letalska divizija (ZSSR)

## 279. divizija
Pehotne
- 279. strelska divizija (ZSSR)
- 279. pehotna divizija (Wehrmacht)

## 280. divizija
Pehotne
- 280. strelska divizija (ZSSR)
- 280. pehotna divizija (Wehrmacht)

## 281. divizija
Pehotne
- 281. strelska divizija (ZSSR)
- 281. pehotna divizija (Wehrmacht)

## 282. divizija
Pehotne
- 282. pehotna divizija (Wehrmacht)
- 282. strelska divizija (ZSSR)

Letalske
- 282. lovska letalska divizija (ZSSR)

## 285. divizija
Pehotne
- 285. pehotna divizija (Wehrmacht)
- 285. strelska divizija (ZSSR)

## 286. divizija
Pehotne
- 286. pehotna divizija (Wehrmacht)
- 286. varnostna divizija (Wehrmacht
- 286. strelska divizija (ZSSR)

## 288. divizija
Pehotne
- 288. strelska divizija (ZSSR)

Letalske
- 288. lovska letalska divizija (ZSSR)

## 289. divizija
Pehotne
- 289. strelska divizija (ZSSR)
- 289. pehotna divizija (Wehrmacht)

## 290. divizija
Pehotne
- 290. strelska divizija (ZSSR)
- 290. pehotna divizija (Wehrmacht)

## 291. divizija
Pehotne
- 291. strelska divizija (ZSSR)
- 291. pehotna divizija (Wehrmacht)

## 292. divizija
Pehotne
- 292. strelska divizija (ZSSR)
- 292. pehotna divizija (Wehrmacht)

## 293. divizija
Pehotne
- 293. strelska divizija (ZSSR)
- 293. pehotna divizija (Wehrmacht)

## 294. divizija
Pehotne
- 294. strelska divizija (ZSSR)
- 294. pehotna divizija (Wehrmacht)

## 295. divizija
Pehotne
- 295. strelska divizija (ZSSR)
- 295. trdnjavska pehotna divizija (Wehrmacht)

## 296. divizija
Pehotne
- 296. pehotna divizija (Wehrmacht)
- 296. strelska divizija (ZSSR)

Letalske
- 296. lovska letalska divizija (ZSSR)

## 297. divizija
Pehotne
- 297. strelska divizija (ZSSR)
- 297. pehotna divizija (Wehrmacht)

## 298. divizija
Pehotne
- 298. strelska divizija (ZSSR)
- 298. pehotna divizija (Wehrmacht)

## 299. divizija
Pehotne
- 299. strelska divizija (ZSSR)
- 299. pehotna divizija (Wehrmacht)